# گابرووو، استان بورگاس
گابرووو (به بلغاری: Gaberovo) روستایی در بلغارستان است که در پوموریه واقع شده‌است.